# 武藤遊戲
武藤遊戲（香港漫畫版中又叫作武藤游憩）是日本漫畫《遊戲王》男主角。他是一名普通的日本高中生，他在解開了爺爺送給他的千年積木後，千年積木內的古埃及法老王靈魂進入他的心中，因此擁有兩個靈魂。原本的靈魂是武藤遊戲，通稱表遊戲；法老王靈魂的本名為亞圖姆，通稱黑暗遊戲（闇遊戲）。遊戲可以透過千年積木來切換靈魂。
由於兩個遊戲皆具有相當的魅力和人氣，在《遊戲王》愛好者之間，如果只說「遊戲」的話，可能會讓人無法判斷是指哪一個遊戲。

## 武藤遊戲

### 原作
故事的兩名主角之一，一名普通的日本高中生，具有獨特的海星髮型、而且由紅色、黑色和金色構成。
精通包括電子遊戲、桌上遊戲、卡牌遊戲、格鬥遊戲等所有的遊戲以及玩具，而且無論是運氣類型或技術類型的遊戲都非常擅長，但自己的身材矮小、不善運動、性格有些懦弱和自卑，經常遭受同班同學城之內克也和本田廣人的霸凌，此外還暗戀同班同學兼青梅竹馬真崎杏子。
他從經營玩具屋的爺爺手中得到千年積木，並且花八年的時間將其組裝完成。這是三千年來從沒有人能組好的神秘拼圖積木，寄宿於積木中的法老王靈魂因此進入他的體內。組裝完成的同時許下一個願望：想要「一個無論如何都不會背叛自己的朋友」。後來積木再度被砸碎時許下願望「希望能再見到另一個我」。
在漫畫第一話遭受風紀委員牛尾哲的勒索之後，體內的法老王靈魂出現並懲罰牛尾，此後也和城之內產生友情。在此之後，遊戲、城之內、杏子和本田就經常一起行動。
在故事初期並沒有意識到這個法老王靈魂的存在，只覺得自己有時會失去意識，原作中DEATH-T因本田並未逃出積木關卡差點讓闇遊戲出來，於此時坦承自己有時失去意識是因為心中有另一個不認識的「自己」，決鬥基本都是這個「自己」代替他，後來在黑暗RPG中兩人才算正式相見（表遊戲被封印在棋子中），動畫版是在與貘良的黑暗決鬥。直到決鬥者王國篇後，兩個靈魂才在心中正式地對談並合作，共同擊敗貝卡斯；後稱呼闇遊戲為「另一個我」。
歷經火災事件後察覺到闇遊戲並非他心中的人格，而是寄宿在千年積木的人格。詢問闇遊戲的事，得到的答案是連闇遊戲自己都不知道自己是誰，唯一擁有的只有從遊戲那裡得到的記憶與其他人共處的時光。戰鬥城市篇，不解為什麼闇遊戲會參加賭卡比賽，後來想起闇遊戲本身完全沒有任何的記憶、連自己的本名都想不起來，而這場比賽有他找回自身一切的線索，才不惜代價的參賽。
後在與操縱潘多拉的馬利克對談後，確認闇遊戲之所以會參加戰鬥城市是為了尋找自己的記憶的猜想；雖然在故事中的決鬥通常是由闇遊戲進行，但表遊戲本身也具有不俗的實力，兩人在戰鬥之儀中進行最終的對決，在表遊戲打敗闇遊戲後，闇遊戲表示他有「名為『溫柔』的堅強」。
在王之記憶篇裡最先察覺到這是一場TRPG的人，在挑戰闇貘良時知道自己必須要獲勝才能得到另外一個自己的記憶關鍵，因此發揮全副實力打敗闇貘良。即使打贏亞圖姆時哭著說其實他真正的願望是不希望一直在守護與陪伴自己的亞圖姆離開，坦言自身其實十分仰慕亞圖姆的那份強大與堅強，但最後依然坦然目送亞圖姆離開。

### 游戏王GX
故事一开始遇到遊城十代，察觉到十代也能看到卡片精灵后，便将羽翼栗子球送给十代。直至结尾重遇十代带着他穿越时空至决斗城市大赛之后，表游戏与暗游戏使用拥有三幻神的完整卡组与十代进行一场真正的毕业决斗，藉此帮助十代找回决斗的初心。

### 衍生作品
在《遊戲王R》裡，使用自己的牌組挑戰獵人，獲勝，不過在苦戰中興起放棄之意，被闇遊戲鼓勵，並說一定會獲勝。
在《遊戲王R》的番外篇裡，龜遊戲屋的決鬥者資格認證比賽中，被雙六當成最終勝利者有權向他挑戰的獎品，因本身是最高等級的八級，故無法參加比賽。
在《10th週年劇場版 遊戲王 ～超融合！跨越時空的羈絆～》裡，差點因帕拉杜克斯的攻擊而喪命，被紅龍所救，並回到事發前半小時，與十代和遊星製造小騷動驅離其他人。
在《遊戲王：次元的黑暗面》中，變得比較成熟，目標是成為遊戲設計師，也已設計好遊戲並報名參加德國的設計比賽，受海馬邀請參加測試比賽，對於海馬執著於讓亞圖姆回到現世是抱著無奈但能理解，即使自身也希望能再見到亞圖姆卻知道亞圖姆是早已逝去之人而無法相見。後與海馬聯手對抗被千年智慧輪裡的邪念給控制的藍神，但是到最後因體力不支而快倒下時，再次見到帶著瑪哈特降臨的亞圖姆。

## 亞圖姆

### 原作
故事的兩名主角之一，是寄宿於千年積木中的靈魂，因為武藤遊戲組合千年積木，靈魂得以出現在遊戲體內。在單行本人物介紹與愛好者中，在本名尚未公布時，一般都是以闇遊戲來指稱他，原作中有說闇遊戲是黑暗守門人。
真實身分是三千年前、古埃及時期十八王朝的法老王，曾在與大邪神佐克的戰鬥中，以自己的名字封印佐克卻也因為失去名字而無法進入冥府，直到遊戲組合好千年積木才得以現身。在找回本名前，劇中角色都叫他「另一個遊戲」或「無名的法老王」。
在故事初期現身時，他的表情邪惡、態度狂妄傲慢，他透過主持黑暗遊戲來彰顯正義，且毫不留情地給違規、使詐的惡人玩家進行殘酷的懲罰，輕則皮肉傷、重則精神崩潰。
根據文庫版的追加設定，這是由於他的心中尚殘有佐克的意志所導致的。但在故事後期，他的個性雖然同樣高傲、沉穩、不愛開玩笑，但感情已經變得豐富許多。
與表遊戲相比，闇遊戲的運動能力極佳，常在發生肢體衝突時替換上場，在王之記憶篇有出現騎馬的畫面，也曾舉劍與佐克的亡靈大軍對打的描寫。
一開始就知道表遊戲的存在，並擁有他的所有記憶，以及對現代社會、現代遊戲規則的認知，因此他對新遊戲也能很快上手，並且同樣擁有頂尖實力。直到決鬥者王國篇，兩個靈魂才在心中正式地對談並合作共同擊敗貝卡斯，他稱呼表遊戲為「夥伴」。後來在大火事件中提示城之內如何解開千年積木的鍊子，因此事讓遊戲與杏子得知他是棲宿於千年積木的靈魂，而非遊戲的另一個人格。
此事後對遊戲坦承自己完全沒有任何與過去相關的記憶，連自己的本名都不知道，唯一知道的事就只有因為遊戲拚好千年積木使自己才會存在，遊戲因此說要將他所有的記憶全送給他。後來在遊戲的「幫忙」下與杏子約會，因杏子挑戰強尼獲勝而下定決心前往童實野美術館，於地下展覽室看見石板，確知自己的身分是遙遠的古埃及法老王，並從伊西絲口中得知將會一場大規模的戰鬥（意即戰鬥城市）。事後拜託杏子不要告訴遊戲有關自己今天來過美術館的事，連同石板與伊西絲說的話都不要說。
動畫版裡為了去營救被馬利克洗腦的城之內與杏子與海馬一起搭乘直升機，途中海馬要求情報並拒不承認貝卡斯的力量時，坦言自身根本就不是〝武藤遊戲〞，只是一抹寄宿在千年神器裡，沒有記憶也沒有名字，只是因為遊戲完成千年積木才得以復甦的幽魂。
在戰鬥城市中的淘汰賽裡，主要對手都是古魯斯的稀有卡獵人，取得歐西里斯的天空龍後，直到被海馬指出在淘汰賽中根本就沒把歐西里斯放入牌組，之後遊戲親手將歐西里斯的天空龍放入牌組中。
與闇貘良決鬥後，因為自身僅是一抹幽魂，所以清楚的知道保護宿主對他來說是一種本能，但被表遊戲給否決，因為表遊戲自身也想幫助亞圖姆尋回自己的一切。
在記憶篇中，貘良帶著亡父的木乃伊挑釁時，直接親自下場，召喚歐貝利斯克的巨神兵對抗貘良的精靈獸迪爾邦多。動畫版有追加關於父親之間相處的回憶，十分尊敬父親，但也對父親為何要製造千年神器感到困惑與不理解，後來才從精靈化的瑪哈特口中得知真相。
杏子送他的紀念品王名項鍊是讓他得以找回真名召喚出光之創造神·赫爾阿克蒂擊敗大邪神佐克的關鍵。故事最後與表遊戲進行名為戰鬥儀式的最終對決，剛開始以驚人的實力於兩回合內讓三幻神在場上齊聚一堂，讓眾人嘆為觀止。但由於他的最後王牌被表遊戲料中，最終仍輸給表遊戲坦然接受敗北，笑著安慰表遊戲給予勸慰後，心無罣礙地回到冥界使靈魂得以安息。

### 游戏王GX
故事的结尾看到表游戏使用拥有三幻神的完整卡组与穿越时空而来的游城十代进行真正的毕业决斗时，面对十代这样的真正的决斗者忍不住技痒，同表游戏商议后替换上场，最终帮助十代找回决斗的初心。

### 衍生作品
在《遊戲王R》裡，對於獵人均不曾手下留情，在排名中是懸賞十萬美金的最高等級目標，從誤以為是夜行的月行口中得知夜行的事，最後在與夜行對決時，以被夜行稱讚為完美而崇高的實力打倒夜行。
在《遊戲王R》的番外篇裡，對於使用搶奪來的卡組成的屬性相剋牌組的決鬥者三人組，以三幻神為賭注進行決鬥，對於對手以光屬性的牌組是感到吃力，但是認為對方的光無法與自己持有的黑暗相比擬，甚至連葬送自己前往冥府都做不到，在表遊戲過來恭賀時，認為送自己前往冥府的人是表遊戲，呼應正文裡的戰鬥之儀篇。
在《怪獸膠囊》中，是被選中的人，在這個黑暗遊戲裡，勝者將得到可以統治一切的王之力，可以用穿在身上的盔甲自由與怪獸融合，不過與日版相比十分饒舌，結尾與征服並統治他的國家的亞歷山大見面，亞歷山大說亞圖姆是他所仰慕的法老王。
《10th週年劇場版 遊戲王 ～超融合！跨越時空的羈絆～》裡登場時宣言絕不放過帕拉杜克斯藉以人命作為交換來改變破滅的未來，決鬥中不斷的鼓勵遊星並幫遊星搶回星塵龍。
在《遊戲王：次元的黑暗面》中已經不存在於現代的日本，被海馬為測試次世代決鬥盤而做成AI，靈魂雖然在冥界但似乎可以自由的往來冥界與現世，曾出手救下城之內亦幫遊戲打贏被千年智慧輪裡的邪念給控制的藍神，在最後帶著千年積木與遊戲相視一笑後消失。最後與乘坐次元穿梭器、來到冥界的海馬決鬥。

## 持有牌組
初期亞圖姆的牌組有五張被封印的黑暗大法師王牌卡，是一旦湊齊就無條件獲勝的究極之牌，但部件牌（黑暗大法師需要5個部件牌才可召喚）被羽蛾給丟入大海，城之內跳下海卻只撿回兩張，從此不能召喚黑暗大法師。決鬥者王國篇時誘導對手踏入陷阱靈活地運用怪獸卡和魔法卡，組合出意想不到的戰術並致勝，例如讓岩石巨兵攻擊月亮、用小精靈堵住千眼犧牲祭品的眼睛等。中期開始牌組以黑魔導為王牌，使用牌組為魔法使族牌組，以及少量搭配黑魔導的魔法卡如死亡魔術箱、魔術帽子等，吉祥物是栗子球，並搭配惡魔族、戰士族、魔法使族的怪獸，有強力怪獸：惡魔的召喚、破壞劍王、死之災難龍、魔導戰士破除者；儀式怪獸：渾沌戰士、渾沌黑魔導；融合怪獸：超魔導劍士，以及磁石戰士和撲克牌三劍士等快速湊齊祭品的手段。此外、他還擅長使用強力的魔法卡和陷阱卡，如死者甦醒、神聖彗星反射力量等。在戰鬥城市篇，亞圖姆得到三幻神之一的歐西里斯不過並沒有放入牌組中，後來又陸續得到歐貝利斯克和太陽神，但鮮少使用，直到烏賈托眼門前的戰鬥儀式才正式用上。
遊戲的牌組來自他的祖父武藤雙六，並成為遊戲和亞圖姆共用的牌組。直到王之記憶篇才擁有自己特有的另外一副牌組，而這些牌組的內容是亞圖姆並不清楚的。遊戲的另外一副牌組中有會隨著時間經過而強化的沉默劍士、沉默魔法師，以及強力怪獸破壞龍鋼多拉。另外、還有三色齒輪這項快速召喚下級怪獸的手段，以及陷阱怪獸卡機動碉堡。在《遊戲王：次元的黑暗面》中又增加魔导女孩怪兽。

## 配音員
- 動畫第一作（遊戲王）：

配音：緒方惠美（日本）；王華怡（三立都會台）／王冠蓉（华视）（台灣）；曾佩儀／劉惠雲（VCD）（香港）
- 動畫第二作（遊戲王 怪獸之決鬥）：

配音：風間俊介（日本）；馮美麗（台灣）；曾佩儀（1～97集）／陳廷軒（98～198集）／郭俊廷（199～224集）（香港）
- 動畫第二作（遊戲王 怪獸之決鬥）亞圖姆幼兒期：

配音：長濱滿里子（日本）；馮美麗（台灣）
- 動畫第三作（遊戲王 怪獸之決鬥 GX）：

配音：風間俊介（日本）；官志宏（台灣）
- 劇場版 真紅眼黑龍：

配音：緒方惠美（日本）
- 劇場版 怪獸之決鬥 光之金字塔：

配音：風間俊介（日本）；馮美麗（台灣）；陳廷軒（香港）
- 劇場版 ～超融合！超越時空的羈絆～：

配音：風間俊介（日本）；馮美麗（台灣）
- 劇場版 次元的黑暗面：

配音：風間俊介（日本）；馮美麗（台灣）
- 遊戲版 ARC-V TAG FORCE SPECIAL：

配音：鯨井康介（日本）
- 遊戲版 游戏王：决斗链接：

配音：風間俊介（日本）